# Бройер, Бруно
Бруно Бройер (нем. Bruno Bräuer; 4 февраля 1893, Вильмансдорф, Силезия (ныне Станиславув, Нижнесилезское воеводство, Польша) — 20 мая 1947, Афины, Греция) — немецкий военачальник, генерал-майор парашютных войск воздушно-десантных сил нацистской Германии в годы Второй Мировой войны 1939—1945, кавалер Рыцарского креста. Военный преступник.

## Биография
Военную службу начал кадетом в 1905 году. Участник Первой мировой войны. Служил в составе 7-го Западнопрусского пехотного полка. За отвагу и мужество награждён Железным крестом 1-го и 2-го класса.
После вступления в рейхсвер, командовал 1-м батальоном полка «Генерал Геринг», ставшего позже первым немецким воинским подразделением воздушно-десантных войск.
В январе 1936 принимал участие в формировании 1-го батальона парашютного полка «Генерал Геринг». В чине майора принял под своё начало около 600 добровольцев, которым предстояло попытаться стать бойцами ударных Воздушно-десантных сил вермахта. Временным местом дислокации батальона служил Альтенграбов, однако в феврале 1936 г. парашютная школа люфтваффе была создана при аэродроме Штендаль-Борстель. Общее руководство частью и её подготовка принадлежало Брауэру.
Считается, что Бруно Бройер первым совершил показательное десантирование с самолёта 11 мая 1936 года.
Участник Второй мировой войны. Принял активное участие в Польской кампании 1939 года, Голландской операции 1940 года, Французской и балканской кампаниях, операции на Крите.
Осенью 1942 года был назначен главнокомандующим и военным губернатором о. Крит. Под его командованием был совершён ряд военный преступлений.
С 2 марта 1945 — генерал-майор парашютных войск, командир 9-й парашютно-десантной дивизии Третьего Рейха. Два из 4-х полков дивизии были окружены и уничтожены силами 1-го Украинского фронта в ходе Верхне-Силезской наступательной операции под Бреслау. Остальные подразделения отступили к Зееловским высотам. После начала наступления советских войск, многие из его десантников бежали и вскоре линия обороны была почти полностью развалена. Бройер перенёс нервный срыв и был отстранен от командования.
После войны предстал перед судом в Афинах по обвинению в зверствах на Крите. Был обвинён в гибели 3000 жителей острова, массовых убийствах, депортациях, грабежах, пытках и жестоком обращении с пленными. Был признан виновным и приговорен к смертной казни. Расстрелян 20 мая 1947 года, в годовщину нападения Германии на Крит.

## Награды
- Железный крест 2-го класса (1914)
- Железный крест 1-го класса (1917)
- Пряжка к Железному кресту (1939)
- Рыцарский крест Железного креста (1940)
- Немецкий крест в золоте (1942)
- Персональная наградная плакетка «KRETA 1941» («Крит 1941»)